# Marcel Lods
Marcel Lods (París, 16 de agosto de 1891 - París, 9 de septiembre de 1978) fue un arquitecto y urbanista racionalista francés. 

## Trayectoria
Estudió en la Escuela Nacional Superior de las Artes Decorativas y la Escuela Nacional Superior de Bellas Artes de París, donde se tituló en 1923. Al poco de titularse se asoció a Eugène Beaudouin. Entre sus primeras obras se encuentran varios conjuntos de viviendas sociales, como las del distrito XV de París (1928-1929), las de Vitry (1928-1929), el barrio de Champ-des-Oiseaux en Bagneux (1930-1939) y el barrio de La Muette en Drancy (1931-1934), que destacan por sus estructuras metálicas y elementos prefabricados.
Posteriormente, construyeron una serie de obras que destacan por su modernidad, funcionalidad  y su carácter experimental, algunas en colaboración con ingenieros y arquitectos como Jean Prouvé y Vladimir Bodiansky. Entre ellas destacan la Escuela al Aire Libre de Suresnes (1934-1935), el aeroclub de Buc y la casa desmontable BLPS (1938), la Casa del Pueblo y el mercado cubierto de Clichy (1935-1939).
En 1941 disolvió su relación con Beaudouin, tras lo cual realizó una serie de obras que destacan por el componente industrial de sus construcciones, en proyectos como la reconstrucción de Sotteville-lès-Rouen (1948-1955), los complejos de viviendas de Grandes Terres en Marly-le-Roi (1957-1959) y de la Grand Mare en Rouen (1968-1970), y la Casa de las Ciencias del Hombre en París (1970).